# Campeonato Panamericano Juvenil de Hockey sobre césped femenino de 2018
El III Campeonato Panamericano Juvenil de Hockey sobre césped femenino de 2018 se celebró en Guadalajara (México) entre el 12 al 17 de marzo  de 2018. El evento fue organizado por la Federación Panamericana de Hockey (FPH).
y dio dos plazas a Los Juegos Olímpicos de la Juventud 2018.
6 equipos que juegan todos contra todos y después se enfrentan en las semifinales los perdedores juegan por el bronce y los ganadores juegan la final los que juegan la final clasifican a los Juegos Olímpicos de la Juventud 2018 .

## Primera  fase

### Grupo Único
| Equipo    | J | G | E | P | GF | GC | DG  | PTS |
| --------- | - | - | - | - | -- | -- | --- | --- |
| Argentina | 5 | 5 | 0 | 0 | 50 | 1  | +49 | 15  |
| Uruguay   | 5 | 4 | 0 | 1 | 34 | 9  | +25 | 12  |
| México    | 5 | 3 | 0 | 2 | 19 | 10 | +9  | 9   |
| Paraguay  | 5 | 2 | 0 | 3 | 9  | 23 | -14 | 6   |
| Jamaica   | 5 | 0 | 1 | 4 | 2  | 35 | -33 | 1   |
| Guatemala | 5 | 0 | 1 | 4 | 2  | 38 | -36 | 1   |

- Resultados

| Fecha | Hora¹ | Partido   | Partido | Partido   | Resultado |
| ----- | ----- | --------- | ------- | --------- | --------- |
| 12.03 | 08:30 | Argentina | -       | Guatemala | 12-0      |
| 12.03 | 09:15 | Uruguay   | -       | Jamaica   | 10-0      |
| 12.03 | 10:00 | México    | -       | Paraguay  | 5-0       |
| 12.03 | 14:00 | Argentina | -       | Jamaica   | 15-0      |
| 12.03 | 14:45 | Uruguay   | -       | Paraguay  | 7-0       |
| 12.03 | 15:30 | Guatemala | -       | México    | 0-7       |
| 13.03 | 09:00 | Guatemala | -       | Uruguay   | 0-13      |
| 13.03 | 09:45 | Paraguay  | -       | Jamaica   | 4-1       |
| 13.03 | 10:30 | México    | -       | Argentina | 1-6       |
| 13.03 | 15:15 | Paraguay  | -       | Guatemala | 5-1       |
| 13.03 | 16:00 | Uruguay   | -       | Argentina | 0-8       |
| 13.03 | 16:45 | Jamaica   | -       | México    | 0-5       |
| 14.03 | 14:00 | Argentina | -       | Paraguay  | 9-0       |
| 14.03 | 15:00 | Jamaica   | -       | Guatemala | 1-1       |
| 14.03 | 16:00 | México    | -       | Uruguay   | 1-4       |

### 5 Puesto
| Fecha | Hora¹ | Partido | Partido | Partido   | Resultado |
| ----- | ----- | ------- | ------- | --------- | --------- |
| 17.03 | 11:00 | Jamaica | -       | Guatemala | 3-1       |

## Segunda fase

### Semifinales
| Fecha | Hora¹ | Partido   | Partido | Partido  | Resultado |
| ----- | ----- | --------- | ------- | -------- | --------- |
| 16.03 | 15:00 | Argentina | -       | Paraguay | 11-0      |
| 16.03 | 16:00 | Uruguay   | -       | México   | 3-1       |

### 3 Puesto
| Fecha | Hora¹ | Partido  | Partido | Partido | Resultado |
| ----- | ----- | -------- | ------- | ------- | --------- |
| 17.03 | 14:00 | Paraguay | -       | México  | 0-6       |

### Final
| Fecha | Hora¹ | Partido   | Partido | Partido | Resultado |
| ----- | ----- | --------- | ------- | ------- | --------- |
| 17.03 | 16:00 | Argentina | -       | Uruguay | 4-0       |

| Campeón del Campeonato Panamericano Juvenil 2014 |
| ------------------------------------------------ |
| Argentina Tercer Título                          |

### Clasificación general
1. Argentina
2. Uruguay
3. México
4. Paraguay
5. Jamaica
6. Guatemala